# Brouwerij Eylenbosch
Brouwerij Eylenbosch was tot 1991 een Belgische stoombrouwerij in in het Schepdaalse gehucht Spanuit. In 2019 werd de brouwerij nieuw leven ingeblazen door Erik De Keersmaeker, Klaas Vanderpoorten en Jeroen Lettens. De bieren worden door Klaas Vanderpoorten gebrouwen in de ketels van bevriende brouwerijen. Voor de rijping van de lambiek hebben ze hun intrek genomen in een schuur van het Hof van Piemont te Zellik.

## Historiek
De brouwerij Eylenbosch werd opgericht in 1866 door Emile Eylenbosch. Er werd niet enkel lambiek gebrouwen maar ook de afgeleide dranken zoals geuze, faro en kriekenlambiek. De hoofdingang bevond zich aan de Ninoofsesteenweg, ten oosten van de brouwerswoning. Centraal op de site bevond zich een gesloten binnenkoer. Ten westen van de brouwerswoning bevond zich een opslagplaats (1893) en ten zuiden de brouwerij zelf. Aan de IJsbergstraat bevond zich een tweede opslagplaats. Omstreeks 1930 werden de brouwerij en de brouwerswoning (deels) heropgebouwd. Vermoedelijk werd omstreeks deze periode ook de brouwtoren opgetrokken. Tussen 1924 en 1932 werd een tweede brouwerswoning toegevoegd in eclectische stijl. Op 28 mei 1961 werd op de brouwtoren een metalen constructie (die dienst deed als uitkijktoren) ingehuldigd en in gebruik genomen door VTB-VAB.
In 1989 werd de brouwerij overgenomen door concurrent De Keersmaeker uit Kobbegem dat deels in handen was van Alken-Maes uit Waarloos. In 1991 werd de productie stilgelegd en werden de gebouwen enkel nog gebruikt als opslagplaats. In 2004 werd de installatie ontmanteld en kwam de brouwerij leeg komt te staan. In juni 2012 vond er een dodelijk ongeval plaats in de brouwerij, waarna het gebouw werd verzegeld. Op 8 november 2012 werden delen van de site opgenomen als onroerend erfgoed te Dilbeek in de Inventaris van het Bouwkundig Erfgoed van het Agentschap Onroerend Erfgoed.
In 2017 werd een stedenbouwkundige vergunning afgeleverd en in september 2018 werden werken aangevat om de historisch site om te vormen tot een wooncomplex met appartementen, commerciële ruimte en een parking. Onder meer het gebouw op de binnenkoer werd hierbij afgebroken, evenals andere niet-beschermde delen van de site.

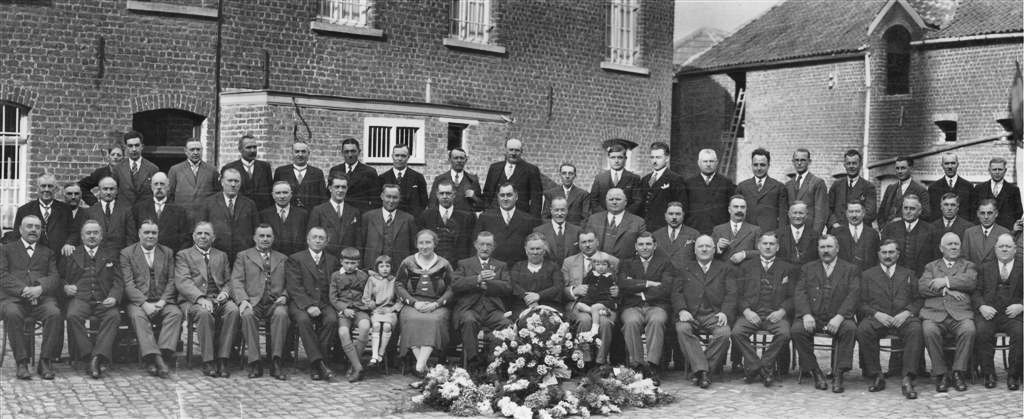
Viering 40 jaar brouwerij Eylenbosch in 1933.

## Voormalige bieren[7]
- Eylenbosch gueuze lambic
- Eylenbosch gueuze rodéa
- Eylenbosch gueuze cuvée spéciale
- Eylenbosch kriek cuvée spéciale
- Spanik
- Spanuit
- Faro extra
- La torpille supergueuze
- Frater Ambrosius[8]

## Herlancering Eylenbosch-bieren

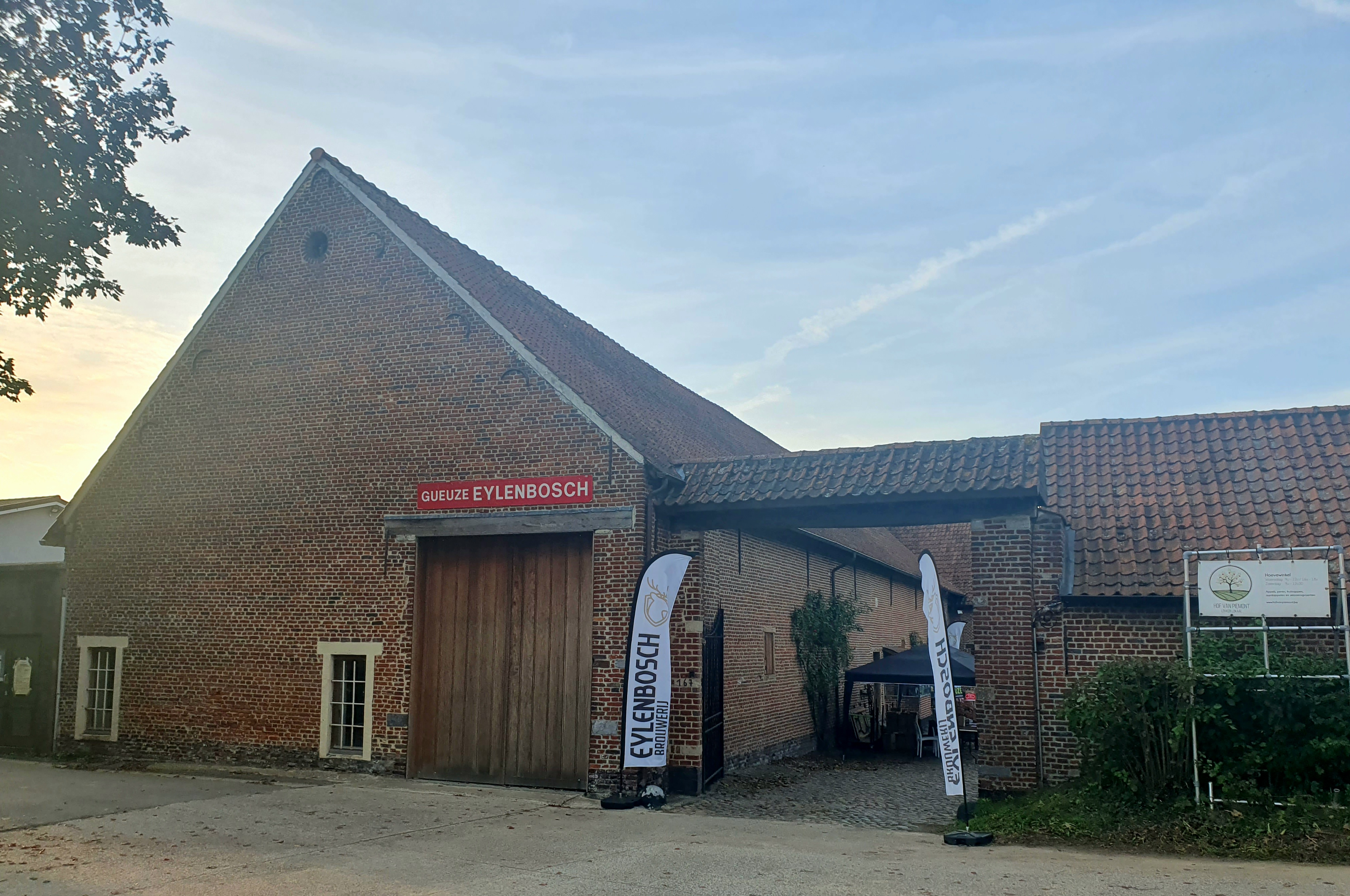
Hof van Piemont

In 2018 werd door Erik De Keersmaeker, Jeroen Lettens en brouwer Klaas Vanderpoorten het initiatief genomen om  de Oude Gueuze- en Kriek-bieren van Eylenbosch te herlanceren. Om het project te financieren wordt vanaf  24 oktober 2019 tot 31 mei 2020 een crowdfundingproject opgezet. De crowdfunding werd afgesloten met een bedrag van meer dan 100.000 euro, bijeengebracht door meer dan 300 crowdfunders. Er werden daarmee 21 houten foeders, 110 pijpen en 280 houten tonnen gekocht. Deze werden vanaf juni 2020 in de gerenoveerde schuur van de vierkantshoeve "Hof van Piemont" in Zellik geïnstalleerd.
In afwachting van de lancering van de nieuwe bieren werden speciaalbieren van hoge gisting gebrouwen bij brouwerij De Ranke in Dottenijs, met de naam Patience for Eylenbosch. In oktober 2019 een Saison, daarna een Pale Ale Speciale van 5.8% en een Special Blond (sinds januari 2021).
De eerste lambiek werd gebrouwen in april 2019 bij brouwerij De Troch in Wambeek. De eerste Eylenbosch Oude Gueuze (Prematuurke) en Eylenbosch Oude Kriek kwamen in januari 2021 op de markt. Voor deze eerste bieren werd ook drie jaar oude lambiek van brouwerij De Troch gebruikt.
In januari 2023 werd Eylenbosch lid van de Hoge Raad voor Ambachtelijke Lambiekbieren (HORAL) en 2024 werd hun eerste deelname aan HORAL's tweejaarlijkse evenement Toer de Geuze.

## Nieuwe bieren

### Lambiekbieren
- Eylenbosch Oude Gueuze
- Eylenbosch Oude Kriek
- Eylenbosch Schaarbeekse Oude Kriek
- Eylenbosch Wild Blond
- Eylenbosch Oude Lambiek
- Whisky Symphony Gueuze (2024, gelimiteerde editie)

### Speciaalbieren
- Patience for Eylenbosch
  - Hoppy Saison, met een alcoholpercentage van 5,5%
  - Belgian Pale Ale, met een alcoholpercentage van 6,0%
  - Speciaal Blond, met een alcoholpercentage van 6,5%